# Pseudemodesa plenicornis
Pseudemodesa plenicornis är en fjärilsart som beskrevs av W. Warren 1899. Pseudemodesa plenicornis ingår i släktet Pseudemodesa och familjen sikelvingar. Inga underarter finns listade i Catalogue of Life.